# Henri Bellechose

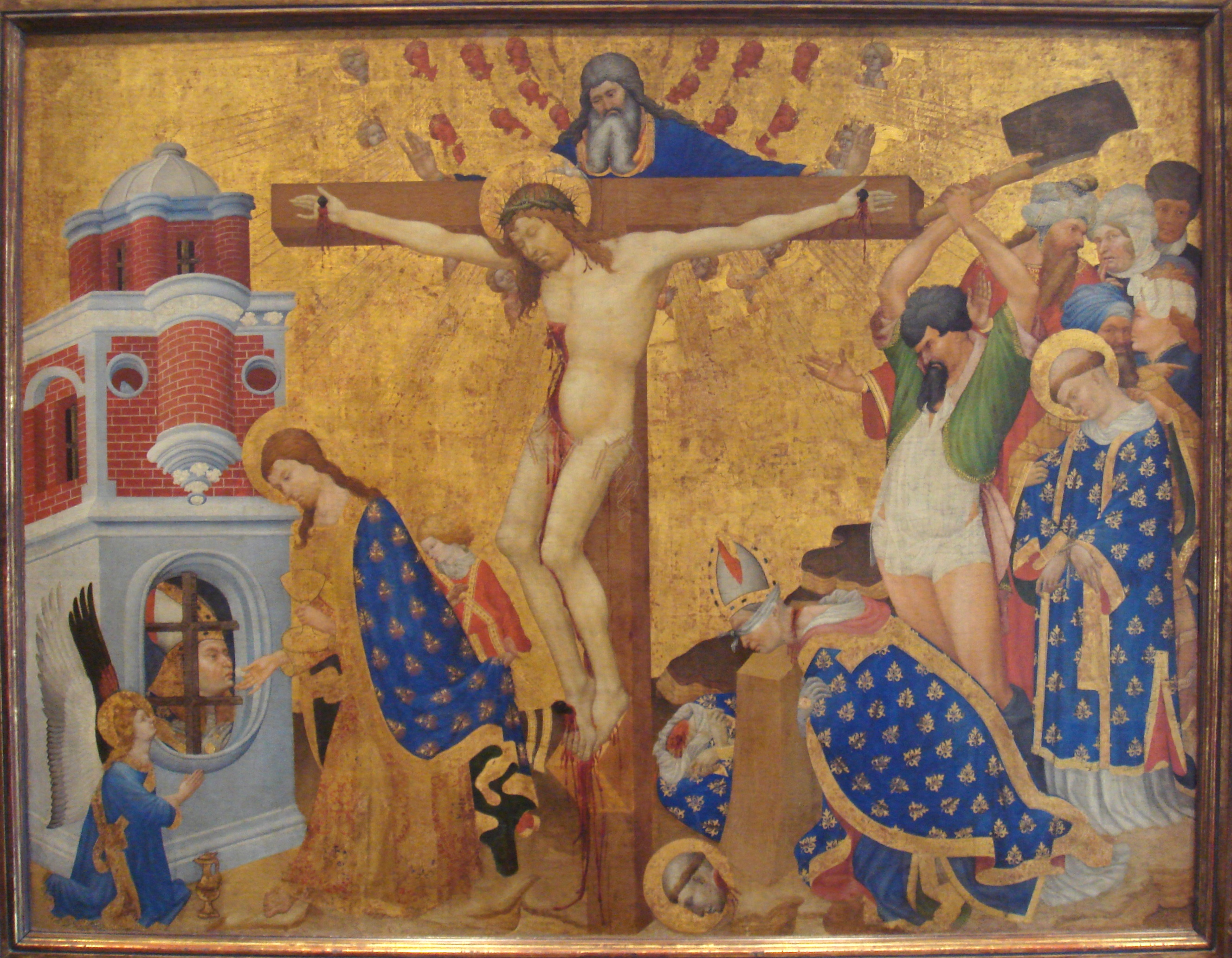
Komunia święta i męczeństwo św. Dionizego, obraz prawdopodobnie rozpoczęty przez Jeana Malouela, dokończony przez Henriego Bellechose w 1416 roku

Henri Bellechose (zm. przed 28 stycznia 1445) – niderlandzki malarz epoki późnego gotyku. Pochodził z południowych Niderlandów, skąd przybył do Dijon.
W 1415 roku zastąpił Jeana Malouela jako nadworny malarz księcia Burgundii, Jana bez Trwogi. W tym samym roku miał wykonać dekoracje dla kościoła Notre-Dame w Dijon. W 1416 roku namalował (prawdopodobnie rozpoczęty przez Malouela) obraz Komunia święta i męczeństwo św. Dionizego dla opactwa Kartuzów w Champmol. 
Po śmierci Jana bez Trwogi został zatrudniony przez kolejnego księcia Burgundii, Filipa Dobrego. Jego kolejne prace miały charakter dekoracyjny, związane były m.in. z pogrzebem Małgorzaty Bawarskiej w 1423 roku i Katarzyny Burgundzkiej w 1425. W 1426 roku Filip Dobry zatrudnił jako malarza nadwornego Jana van Eycka, przez co Bellechose stracił na znaczeniu. Jego dalsze losy pozostają nieznane; wiadomo że żył w 1440 roku (nie przebywał wówczas w Dijon), ale zmarł przed 1445 rokiem.